# Лорентсен, Ховар
Ховар Хольмефьюр Лорентсен (МФА: /2hoːʋar 2hol̻meˌfjuːr 1luːn̺t̺sen/о файле; род. 2 октября 1992 года, Берген) — норвежский конькобежец; Олимпийский чемпион 2018 года серебряный и бронзовый призёр Олимпийских игр, 2-кратный чемпион мира и 6-кратный призёр чемпионатов мира, 4-кратный серебряный призёр чемпионатов Европы, 19-кратный чемпион и 12-кратный призёр чемпионата Норвегии. Выступал за клуб "Fana IL" Берген.

## Биография
Ховар Лорентсен начал кататься на коньках в возрасте 7-ми лет, а с 8-ми лет увлёкся ездой на велосипеде и конькобежным спортом в родном Бергене. С 13 лет начал заниматься только конькобежным спортом. С сезона 2007/08 стал участвовать в юниорских чемпионатах Норвегии, а с 2009 года на взрослых чемпионатах. В 2010 году стал чемпионом Норвегии среди юниоров в многоборье и на чемпионате мира среди юниоров в Москве стал чемпионом в командной гонке преследования. 
Через год в Финляндии стал серебряным призёром, и 2012 году в японском Обихиро повторил успех 2010 года, а также выиграл дистанцию 1000 метров. В 2011 году Лорентсен впервые попал на подиум чемпионата Норвегии и уже через год выиграл дистанцию 1000 м и спринтерское многоборье. В январе 2012 года норвежец дебютировал на чемпионате мира в спринтерском многоборье и занял 29-е место в общей классификации. Два месяца спустя на чемпионате мира на отдельных дистанциях показал 24-е время на дистанции 1500 метров.
В 2014 году Лорентсен участвовал на зимних Олимпийских играх в Сочи, заняв 11-е место на дистанции 1000 метров, 16-е — на дистанции 1500 метров, 32-е на 500 метров и 5-е в командной гонке. В 2015 году на чемпионате мира в спринтерском многоборье занял 13-е место, а на чемпионате мира на отдельных дистанциях в Херенвене занял 18-е и 22-е место на дистанциях 1000 и 1500 м соответственно.
Ещё через год на чемпионате мира на отдельных дистанциях в Коломне занял 20-е место в забеге на 1000 м, а на спринтерском чемпионате мира в Сеуле стал 22-м в общем зачёте. В 2017 году Лорентсен дебютировал на чемпионате Европы в спринтерском многоборье, где занял 5-е место. Через три недели на этапе Кубка мира в Берлине стал 2-м и 3-м на дистанции 1000 м.
В феврале 2017 года на чемпионате мира в Канныне занял лучшее 6-е место в забеге на 1000 м. В марте на спринтерском чемпионате мира в Калгари завоевал серебряную медаль в многоборье. В сезоне 2017/18 Ховар Лорентсен выиграл Кубка мира в общем зачёте и на 500 метров. На зимних Олимпийских играх в Пхёнчхане победил на дистанции 500 м. Он также стал первым норвежским конькобежцем, завоевавшим олимпийский титул на дистанции 500 метров за 70 лет.
Сразу после игр он стал чемпионом мира в спринтерское многоборье на чемпионате мира в Чанчуне. На следующий год Лорентсен стал бронзовым призёром на дистанции 500 м в общем зачёте на Кубке мира. В январе 2019 года на спринтерском чемпионате Европы в Коллальбо стал серебряным призёром в многоборье. На чемпионате мира в Инцелле он также стал 2-м на дистанции 500 м. На мартовском чемпионате мира в Херенвене занял 4-е место в сумме спринта.
В 2020 году Ховар в командном спринте взял серебро на чемпионате Европы в Херенвене и 3-е место на чемпионате мира в Солт-Лейк-Сити. А вот на чемпионате мира в Хамаре занял 5-е место в сумме спринта. В 2021 году после 5-го места в комбинации спринта на чемпионате Европы в Херенвене Ховар поднялся на 4-е место в забеге на 1000 м на чемпионате мира в Херенвене и на 6-е на 500 м.
В 2022 году Лорентсен вновь стал 2-м в командном спринте на чемпионате Европы в Херенвене. На зимних Олимпийских играх в Пекине завоевал бронзовую медаль в забеге на 1000 м и занял 15-е место на дистанции 500 м. В марте на спринтерском чемпионате мира в Хамаре он стал 3-м в сумме спринта, на следующий день на чемпионате мира на отдельных дистанциях вместе с партнёрами выиграл золотую медаль в командном спринте.
Он не тренировался со сборной Норвегии в межсезонье 2022 года, так как хотел проводить больше времени со своей новорожденной дочерью Эмили и вернулся в команду в начале соревновательного сезона 2022/23. В январе 2023 года Лорентсен занял 6-е место в комбинации спринта на чемпионате Европы в Хамаре и на чемпионате мира на отдельных дистанциях в Херенвене стал бронзовым призёром в командном спринте.
В сезоне 2023/24 Ховар взял серебро на Кубке мира в Пекине в забеге на 1000 м, а позже на этапе Кубка мира в Ставангере выиграл золото в командном спринте. Следом в январе 2024 года на чемпионате Европы в Херенвене занял 2-е место в том же командном спринте. А в марте на чемпионате мира на отдельных дистанциях в Калгари стал бронзовым призёром в командном спринте. 8 марта Лорентсен участвовал на своём последнем чемпионате мира в спринтерском многоборье в Инцелле, где занял 5-е место, после чего заявил о завершении карьеры.

## Награды
- май 2018 года - вручён приз Оскара Матисена за выдающееся выступление на зимних Олимпийских играх 2018 года.

## Личная жизнь
Ховар Лорентсен окончил Университетский колледж Бергена на факультете экономики и математики. Увлекается игрой на гитаре, чтением, играми в видеоигры. Его младший брат Хакон играл в профессиональный футбол во втором норвежском дивизионе за команду "Asane Fotball". Женат на бывшей конькобежке Хеге Бёкко с 2018 года. У них есть дочь Эмили, которая родилась в 2021 году.